# وو تاك وي
ولد وو تاك وي في عام (1923-1972) كان وو معلم فنون قتالية صيني لأسلوب تاي تشي شوان أسلوب يانغ، هو من أصول مانشو . 

## حياته
هو الابن الأكبر لـ وو كونغ ولد في بكين، نشأ في شنغهاي (حيث تم تعليمه لأول مرة أسلوب التاي تشي شوان من قبل جده وو تشين تشوان ) وقضى معظم وقته في هونغ كونغ .   كان وو تا كوي نشطًا في مقاومة الغزو الياباني للصين ، لكنه درس فنون الدفاع عن النفس في اليابان بعد الحرب.
اشتهر وو بكونه مقاتلًا شرسًا، ومعروفًا دائمًا بأنه مستعد لقبول مباراة التحدي. وبحسب ما ورد يقال انه لم يهزم قط، وكان مشهوراً بإيذاء خصومه وإيذائهم بشدة في تلك المباريات. 
ساعد و والده وعمه وو كونغ-تساو في إنشاء أكاديميات في هونغ كونغ وماكاو وسنغافورة .  كما جلس في المجلس الاستشاري لرابطة فنون الدفاع عن النفس في هونغ كونغ ودرّس فنون الدفاع عن النفس في كولون .